# سوميو إيجيما
سوميو إيجيما (飯島 澄男 ، ولد 2 مايو 1939) هو عالم فيزياء ومخترع ياباني، غالبا ما يشار إليه باعتباره مخترع أنابيب الكربون النانوية. على الرغم من أن أنابيب النانوتوب الكربون تم ملاحظتها قبل "اختراعه"، فإن ورقة إيجاما عام 1991 أدت إلى اهتمام غير مسبوق في بنيات النانوتوكولوجيا الكربونية ومنذ ذلك الحين أدت إلى تحقيق مكثف في مجال التكنولوجيا النانوية.

## المولد والتعليم
ولد إيجيما في محافظة سايتاما عام 1939، وحصل على درجة البكالوريوس في الهندسة عام 1963 من جامعة الاتصالات الكهربائية ، طوكيو . حصل على درجة الماجستير في عام 1965 وأكمل درجة الدكتوراه في فيزياء الحالة الصلبة في عام 1968، وكلاهما في جامعة توهوكو في سينداي .
بعد تخرجه من جامعة الاتصالات الكهربائية في طوكيو، واصل دراساته العليا في جامعة توهوكو (سينداي)، حيث حصل على الدكتوراة في الفيزياء عام 1968 في تخصص فيزياء المواد المكثفة والمجهر الإلكتروني. كانت أطروحته حول “تأثيرات الطباعة في بلورات AgBr”. وفي عام 1970، انتقل إلى جامعة ولاية أريزونا كباحث ما بعد الدكتوراة، حيث عمل مع البروفيسور كاولي على تطوير المجهر الإلكتروني النفاذ عالي الدقة (HRTEM) وأسس طريقة HRTEM سابقا بها بقية الباحثين. نشر أبحاثًا رائدة في التصوير الذري باستخدام HRTEM لمجموعة متنوعة من المواد، بما في ذلك الأكاسيد المعقدة والمعادن ومواد الكربون والذرات المعدنية. وفي عام 1979، دُعي إلى جامعة كيمبريدج، حيث عمل على التصوير باستخدام HRTEM للكربون غير المتبلور. بعد عودته إلى اليابان عام 1982، انخرط في أبحاث حول “الجسيمات فائقة الصغر” لمدة خمسة أعوام كجزء من مشروع البحث الاستكشافي للتكنولوجيا المتقدمة (مشروع بحث وطني)، وانضم لاحقًا إلى مختبرات أبحاث NEC عام 1987.
في عام 1991، اكتشف الدكتور سوميو إيجيما الأنابيب النانوية الكربونية، مما جعله رائدًا في علوم وتكنولوجيا النانو على مستوى العالم. وحصلت أول ورقة بحثية له عن الأنابيب النانوية الكربونية على أكثر من 58,000 اقتباس فيGoogle Scholar حتى الآن، ولا تزال في زيادة.

## الجوائز والأوسمة
نال عددا من الجوائز والأوسمة منها وسام فرانكلين في الفيزياء عام 2001، وجائزة Agilent Europhysics، وجائزة APS McGroddy، والجائزة الإمبراطورية، وجائزة الأكاديمية اليابانية، ووسام الاستحقاق الثقافي عام 2009. كما حصل على جائزة أمينوف في السويد، وجائزة بالزان في إيطاليا عام 2007، وجائزة المخترع الأوروبي عام 2015. انتُخب عضوًا في الأكاديمية اليابانية، وعضوًا أجنبيًا في الأكاديمية النرويجية للعلوم والآداب، وعضوًا أجنبيًا في الأكاديمية الوطنية للعلوم في الولايات المتحدة، وعضوًا أجنبيًا في الأكاديمية الصينية للعلوم، وجائزة الملك فيصل العالمية في العلوم لعام 2025.